# 吹奏楽のためのスケルツォ 第2番 ≪夏≫
吹奏楽のためのスケルツォ 第2番 ≪夏≫（すいそうがくのためのスケルツォ だいにばん ≪なつ≫ Scherzo for Wind Orchestra No.2 “The Summer”）は、鹿野草平が作曲した2010年度全日本吹奏楽コンクール課題曲。

## 概略
第2回全日本吹奏楽連盟作曲コンクール第1位を受賞した作品。高校・大学・職場・一般のみ課題曲として選べた。題名が「吹奏楽のためのスケルツォ 第2番」になっているのは前年に「吹奏楽のためのスケルツォ 第1番」が第1回全日本吹奏楽連盟作曲コンクールで第2位を受賞したためである。第1番に関しては、既に発表済みである（CDも出ている）。また、作曲当初では副題に「夏」とは設定されていなかった。作曲者は、試奏をした際にいろいろな意味で音が「アツすぎる」と感じたため、この副題を設定したと述べている。解説では、この曲の作曲に関して、変拍子と荒々しい節回しによって、吹奏楽に時に暴力的ともいえる程の活力を与える事を目標とした、と述べている。
編成にドラムセットが入っている。課題曲の編成にドラムセットが入ったのは、1989年度の『ポップス・マーチ「すてきな日々」』以来21年振りである。EL&Pのようなプログレッシヴ・ロックや水野修孝のような多様式主義からの影響と作者は語っているが、むしろゼロ年代の日本現代視覚文化への強いリスペクトが感じられるフレージングが多い。これらは主に「打ち込み」と呼ばれる作業で入力されている音符であるため、吹奏楽で動かすのは至難である。シンクラヴィアで作曲されたフランク・ザッパのG- Spot Tornadoを、ザッパがアンサンブル・モデルンヴァージョンへ編曲した困難に似た効果が表れている。

## 曲の構成
冒頭から激しく拍子が変わりながら、速いテンポ、動きで進んでいく。練習記号3では激しさを増し、トランペットやサクソフォーンセクションが主体となりながら、木管やドラムが細かい動きをする。練習記号4からはソロが沢山出てくる。練習記号8で3と同じような形になるが、木管の動きの激しさが増している。練習記号9からはチューバのソロとなり、穏やかなメロディーが流れる。さらに、パーカッションでは風鈴を鳴らす。練習記号13からは再び激しい動きとなり曲が進んでいく。練習記号20では記譜されたドラムセットソロとなっている。このドラムセットソロはオリヴィエ・メシアンの「トゥランガリラ交響曲」の第5楽章のピアノソロからインスパイアされている。その後、練習記号21ではテンポがゆっくりとなるが、練習記号22で再び速くなる。最後はリタルダンドをかけて、フェルマータで音を伸ばしながらFFで終わる。ここも明白にメシアンのトゥランガリラを意識した構成である。

## 編成
打楽器はパートの順番で並べている。同じ楽器が2回以上使われている物は省いている。
| 木管 | 木管                 | 金管 | 金管 | 弦・打 | 弦・打 |
| ---- | -------------------- | ---- | ---- | ------ | --- |
| Fl.  | 2, Picc.             | Tp.  | 3    | Cb.    | ● |
| Ob.  | 2                    | Hr.  | 4    | Timp.  | ● |
| Fg.  | 2                    | Tbn. | 3    | 他     | Drum set, S.C., S.B., Maracas, Cow., 風鈴, F.C., B.D., Tri., W.B., Tam-Tam, C.C., Tamb., V.S., Cab., Chi., Xylo., Glock. |
| Cl.  | 3, E♭, Alto, Bass    | Eup. | ●    | 他     | Drum set, S.C., S.B., Maracas, Cow., 風鈴, F.C., B.D., Tri., W.B., Tam-Tam, C.C., Tamb., V.S., Cab., Chi., Xylo., Glock. |
| Sax. | Alt. 2 Ten. 1 Bar. 1 | Tub. | ●    | 他     | Drum set, S.C., S.B., Maracas, Cow., 風鈴, F.C., B.D., Tri., W.B., Tam-Tam, C.C., Tamb., V.S., Cab., Chi., Xylo., Glock. |